# Rose Hill (comté de Lee, Virginie)
Pour les articles homonymes, voir Rose Hill.
Rose Hill est une census-designated place située dans le comté de Lee, dans l’État de Virginie, aux États-Unis. Lors du recensement de 2020, elle comptait 729 habitants.